# ميلوراد بلبيجا
ميلوراد بلبيجا هو لاعب كرة قدم بوسني في مركز الدفاع، ولد في 17 يوليو 1964 في سانسكي موست في البوسنة والهرسك. لعب مع غازي عنتاب سبور ونادي بوراتس بانيا لوكا.